# Sjoerd Gerretsen
Sjoerd Gerretsen (Rotterdam, 13 februari 1987) is een Nederlands hockeyer.
De verdedigende Gerretsen speelt zijn hele carrière bij HC Rotterdam. Via het de eerste jeugdteams van HC Rotterdam kwam hij in de zomer van 2006 terecht in de Hoofdklasse bij HC Rotterdam. Met die club werd hij viermaal derde van Nederland, eenmaal tweede en werd hij eenmaal landskampioen in 2013. Verder won hij de bronzen medaille in drie edities van de EHL en de zilveren medaille in seizoen 2009/2010. Gerretsen is uitgekomen voor verschillende vertegenwoordigende teams waaronder Jong Oranje.

## Erelijst

### Euro Hockey League
- 2008:  Club Rotterdam
- 2009:  Club Rotterdam
- 2010:  Club Rotterdam

### NK
- 2013:  Club Rotterdam
- 2012:  Club Rotterdam
- 2011:  Club Rotterdam
- 2009:  Club Rotterdam
- 2008:  Club Rotterdam

### NK Zaal
- 2008:  Club Rotterdam
- 2010:  Club Rotterdam

Sjoerd Gerretsen heeft een relatie met Kitty van Male